# Harry Flynn
Harry Flynn, é um personagem fictício da série de jogos eletrônicos, Uncharted, desenvolvidos pela Naughty Dog. Flynn é um ladrão e caçador de tesouros, e antigo parceiro de Nathan Drake e ex-namorado Chloe Frazer. Ele fez sua primeira aparição na série em Uncharted 2: Among Thieves. Mais tarde ele reapareceu na história em quadrinho homônima a série, Uncharted cuja história se passa antes do segundo jogo da série. Flynn foi interpretado e teve sua captura de movimentos pelo ator, músico, dublador e mágico, Steve Valentine.
No primeiro beta do modo multiplayer de Uncharted 4: A Thief's End os fãs perceberam a troca de dublador de Flynn. Isso causou muito alvoroço na comunidade do jogo que não aceitou bem a troca e passou a contatar Steve Valentine em seu canal no Twitter. Valentine se pronunciou em sua conta dando seu parecer sobre o assunto, o que levou o diretor de comunicação Arne Meyer a se pronunciar a respeito e criar uma rusga entre o ator e o estúdio.

## Design do personagem

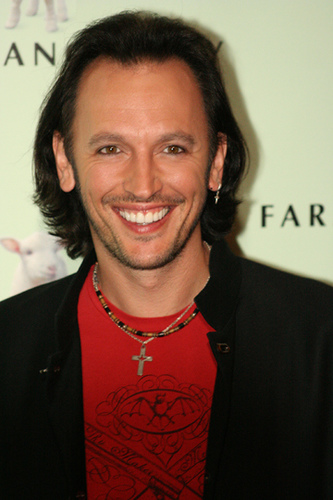
Steve Valentine, intérprete de Harry Flynn

Harry não tinha um local de origem em sua concepção, ela foi feita depois da escolha de Steve Valentine como seu intérprete, eles não queria mudar o sotaque britânico dele. Na audição para o personagem, Steve ficou confuso pois estava atuando com Nolan North e o mesmo não lia o script apenas  improvisava o deixando irritado, e só depois percebeu que o parceiro o queria deixar à vontade. No final a "química" dele com Nolan foi o que o levou a ser escolhido para o papel. Valentine também declarou que adorou o elemento de sarcasmo do personagem porque ele é uma parte Flynn. E Que se lembra de ter chamado Richard McGonagle, intérprete de Sully de " velho saco de merda" em uma brincadeira, e só depois viu que eles tinham gravado e colocado no produto final, e que adora fazer gravações bem humoradas.
Assim como Chloe, Flynn foi criado para explorar uma área mais obscura, o que entrega que ele veio do submundo. Assim mostrando que o protagonista não é um dos caras mais corretos, não é um herói típico, fazendo os jogadores pensarem o que Drake faria se jogassem fezes em um ventilador?
Houve um problema para criar a morte de Flynn. A relação de Nate Harry foi construída e desconstruída várias vezes durante a história. Havia até um momento em que eles seriam forçados a trabalhar juntos e enfrentá-lo novamente. Havia todo um conflito construído para criar uma tensão emocional para odiar Flynn o que seria resolvido em uma luta de chefe. Infelizmente o estúdio ficou sem tempo e não puderam criar uma motivação para o personagem, tendo que matá-lo em uma cutscene. O ex-diretor da Naughty Dog, Justin Richmond disse que se pudesse não teria matado Flynn pois era um de seus personagens favoritos da série.
Mais tarde o Bend Studio quis explorar a origem da amizade de Flynn e Nathan, mas isso exigiria muito investimento e logo foi descartado.

## Atributos

### Personalidade
Flynn é dito ser como uma cobra astuciosa no corpo de um ladrão, que pode cumprimentar com uma mão, te roubar com a outra e roubar de novo com a mão que cumprimentou. Ele tem noção de sua incapacidade intelectual então abusa de seu charme e sotaque britânico típico de Cockney. Da mesma forma nunca ousou enfrentar seu ex-parceiro, Nathan Drake em uma luta justa porque sabe que perderia. Inescrupuloso, ele não vai medir consequências se tiver bom lucro, independente de moral de implicações legais. Apesar da personalidade canalha, ele também se mostra um idiota orgulhoso, sempre fazendo observações e brincadeiras tontas durante o trabalho. Apesar de inúmeras infâmias, Flynn se dedicou e se esforçou muito em seu relacionamento com Chloe, mesmo a vendo protegendo seu rival continuamente, ele até chegou a barganhar a vida dela com seu empregador para mantê-la viva.

### Aparência
Harry Flynn é caucasiano de cabelo ruivo em corte pompadour e olhos azuis, possui uma cicatriz no buço do lado esquerdo e outra acima da sobrancelha direita. Flynn é atlético, e originalmente mais alto que seu Nathan, mas foi reformulado para o quarto jogo, aparentemente tendo a mesma altura que ele e sendo menos musculoso. Contrário de seu ex-parceiro, Harry é um pouco mais vaidoso. Mesmo com uma roupa básica, ela é toda de grife e bem trabalhada, jeans caros, botas trabalhadas, uma camiseta da moda com gola V e desenho de tatuagem tribal mais um colar. Até seu coldre de pistola é uma escolha de moda consciente.

## Aparições

### Série principal

#### Uncharted 2: Among Thieves
No jogo eletrônico de 2009, Uncharted 2: Among Thieves, Harry Flynn vai atrás de seu amigo de longa data, Nathan Drake para lhe fazer uma oferta de trabalho. Ele o encontra na praia e ambos se cumprimentam animados em se ver. Flynn conta que estava ali a trabalho e que precisava da ajuda do amigo, roubar um artefato de um museu na Turquia. Nathan fica receoso por ser um trabalho perigoso demais para duas pessoas, então Flynn apresenta sua namorada, Chloe Frazer. Drake fica surpreso por já ter tido um caso com ela, mas ambos fingem estarem se conhecendo ali. No briefing sobre o trabalho eles chegam à conclusão que o artefato, uma lâmpada a óleo que eles iriam roubar para o empregador de Flynn leva para um tesouro maior, a frota do explorador Marco Pólo. Então os três se engajam para o roubo, Chloe fica encarregada de cortar a energia e os homens em adentrar o museu e roubar a lâmpada. Sem problemas eles conseguem chegar até a lâmpada, mas ao pegar a lâmpada Drake não consegue entender o que havia de importante nela, parecia uma lâmpada qualquer, então ele decide quebrá-la e encontra um papel velho sem nada escrito e umas pedrinhas azuis de resina. Ele ateia fogo na resina que cria um fogo azul e faz aparecer inscrições no mapa que fala sobre a frota e a lendária Shambala. Flynn pega o mapa e se preparar para partir enquanto Nate escondia os pedaços de resina pra então depois se deparar que Flynn havia puxado a corda para o parceiro não subir. Nathan de início pensa que o parceiro estava brincando, mas Flynn faz questão de dizer que o usou e dispara o alarme do local e foge, levando Nathan a ser preso. Chloe contata Victor Sullivan que consegue soltar seu protegido e com a ajuda de Chloe eles conseguem interceptar Flynn e seu empregador. Flynn havia encontrado parte da frota de Marco Pólo em Borneo mas não havia tido mais êxito além desse. Os três armam uma distração para tirar Flynn e os demais de perto enquanto vasculham os documentos deles e descobrem uma caverna ali perto. Na caverna eles conseguem um mapa que leva para Nepal e uma adaga purba. Na saída da caverna Chloe que sai na frente se depara com Flynn e outros guardas que encurralam Nathan e Sully. Flynn fica surpreso ao ver Sullivan e o ofende por ser velho, Nathan já se prepara para encarar o antigo parceiro, mas Sully o impede. Depois de uma conversa nada amistosa Flynn pega o mapa dos dois e pede para Chloe e os demais soldados escoltar Nathan e Sully até Zoran Lazarević, seu empregador. Distante de Flynn, Chloe ataca os soldados e deixa os ladrões fugirem marcando de se encontrar no Nepal com Nate, porém Sully desiste da empreitada. Lazarević está criando um caos na cidade em busca de um determinado templo, Chloe e Drake também estão e acabam sendo interceptados pelos soldados do terrorista. Em sua fuga eles se deparam com Elena Fisher e seu cameraman Jeff. Depois de uma breve discussão os quatro fogem e param no templo que Drake procurava. Elena e Jeff ficam na parte exterior do templo esperando por Nathan e Chloe. Os soldados de Lazarević chegam no local e Jeff é ferido por um tiro. Chloe pede para deixar Jeff para trás mas Nathan se nega e os quatro lutam em seu caminho para fuga. Eles são encurralados em um prédio alto que não dava para Jeff pular. Chloe discute com os demais quando os soldados se aproximam e então ela rende os parceiros. Flynn entra na sala confuso com o que estava acontecendo e pedem para os soldados cuidarem e Chloe. Lazarević entra no local e conhece Drake pela primeira vez, ele mata Jeff e ordena que Nathan lhe diga o que encontrou. Drake tenta barganhar com o terrorista, mas ele não se deixa levar e pede para que Flynn o investigue assim encontrando um mapa com um "x" marcando uma área. Ele pega o mapa e a adaga mandando Flynn dar conta de Elena e Drake e parte dali. Nathan e Flynn discutem, enquanto Flynn se aproxima de Elena o ataca deixando  o ladrão sem ação e foge junto a Nathan. Mesmo chateado com Chloe ele a leva consigo em um trem para o Tibete. Pouco depois o trem é interceptado por Drake que buscava salvar Chloe. Ele consegue chegar até Chloe eles discutem com ela dizendo que não precisava ser salva e que Nathan havia feito a escolha dele quando não quis andar só com ela. Flynn chega no vagão e acerta Drake no abdômen. Irritado ele provoca o ex-parceiro e atira de novo, mas Chloe vira o braço dele para não acertar Nate. Harry empurra Chloe e continua atirando tentando acertar e manda seus soldados o perseguirem. Flynn chega com Chloe e Lazarević no Tibete, o casal está novamente em paz, mas o mesmo não pode ser dito de Lazarević. Ele estava enfurecido com a incompetência de Flynn o ameaçando de morte e deixando o casal sozinho. Flynn pede para Chloe tentar encontrar alguma pista enquanto tenta acalmar seu chefe. Drake estava ali à espreita e recuperado, ele discute com Chloe e toma a adaga com ela encontrando a entrada de Shambala. Quando ele abre a porta de uma parte secreta junto a Elena, Lazarević chega no local com Flynn e mais soldados obrigando Nathan a trabalhar para ele em troca da vida de Elena e Chloe. Sem ter o que fazer ele aceita e um calabouço com uma ponte é aberto, porém ela não está. O terrorista manda que Nathan encontre um jeito para eles passarem e manda Flynn ir com ele. Ao chegar do outro lado, assim que Drake destrava a ponte eles são atacados por yetis. Os ladrões são cercados por essas criaturas, mas são salvos por Lazarević que chega no local. Logo o homem prossegue para a entrada de Shambala e quando está para executar Drake e as mulheres Flynn pede para que o seu chefe poupe Chloe já que eles haviam encontrado a cidade. Ele assim concede o desejo, mas são atacados por guardiões possibilitando a fuga de Drake e as mulheres. Todos prosseguem adentro da cidade, mas Lazarević já farto dos fracassos de Flynn o tortura, espanca e atira em seu peito o deixando à beira da morte apenas com uma granada sem o pino em mãos para encerrar logo sua vida. Nesse momento Flynn rasteja até uma sala encontrando Drake, Chloe e Elena. Elena tenta ajudar o ladrão, Chloe fica ressentida e Nathan fica receoso. Flynn conta o que aconteceu e diz que infelizmente a vida não é como um filme que a mocinha consegue converter o dia e salvar o dia. Após dizer isso ele larga a granada morrendo instantaneamente.

#### Uncharted 3: Drake's Deception
Harry Flynn retorna à série como personagem jogável no modo terceiro título da série Uncharted 3: Drake's Deception lançado em 2009, dessa vez somente no modo multiplayer e no cooperativo. No modo cooperativo, Co-op Adventure Flynn é um dos chefes da história que ludibria Nathan Drake para poder se vingar. Mais tarde ele se tornou jogável em uma fase epílogo à campanha do Co-op Adventure junto aos vilões Eddy Raja e Zoran Lazarević.

#### Uncharted 4: A Thief's End
Flynn foi revelado como personagem jogável em Uncharted 4: A Thief's End de 2016, primeiramente no beta test de outubro de 2015 e depois retornou no stress tests de março de 2016. Apesar das controvérsias Flynn continuou no elenco de personagens com sua nova voz.

### Outras mídias

#### Uncharted (história em quadrinhos)
Harry também participa da história em quadrinho homônima à série lançada em 2011. Nathan Drake convida seu parceiro para saquear um avião na América do Sul. Eles enfrentam alguns capangas do dono do avião, mas conseguem escapar. Drake dá todos os despojos do avião ficando apenas com um livro. Flynn acha estranho a modéstia do parceiro, mas parte tomando seu rumo.

## Controvérsias
Flynn trouxe controvérsias em sua revelação para o beta test do multiplayer de Uncharted 4: A Thief's End. Um jogador notou a mudança do dublador e foi reclamar no fórum oficial do jogo. Isso causou uma comoção entre os fãs por Flynn ser um dos personagens favoritos da saga, levando alguns irem falar com o dublador original, Steve Valentine no Twitter. Tamanha foi a indignação que Arne Meyer, diretor de comunidade da Naughty Dog, teve que dar uma declaração em um streaming do jogo no Twitch dizendo que havia muitas questões sobre o assunto a serem levadas em conta. Contudo Valentine se pronunciou na sua conta dizendo que gostaria de ter participado do jogo mas que a Naughty Dog não o havia contatado até o Beta, e agradeceu pelo carinho e apoio dos fãs. Depois de muito tempo em silêncio, Arne Meyer se pronunciou no fórum oficial da Sony PlayStation explicando que havia sim entrado em contato com Steve para gravar as falas do personagem, que foi uma prioridade, e que o estúdio deu o melhor de si para ter uma negociação boa para ambos os lados, mas no final não conseguiram chegar em um acordo. Ele também acrescentou que todas as vozes já haviam sido gravadas e que não haveria mais negociações e que não entendia o porquê de Steve ter dito que não havia sido contatado. Valentine ficou insatisfeito com a declaração de Meyer, dizendo que atuação e dublagem são negócios complicados e que não deveriam ser discutidas em fóruns. Ele acrescentou que aos atores sempre é ofertado o "é pegar ou largar", e que ele havia "largado" há um ano atrás, e salientou que tem uma família para cuidar, que sempre trabalhou com isso e que alguns executivos não respeitam. Ainda se lamentou que conversas privadas não fiquem no privado e disse que não queria mais falar a respeito do assunto.

## Recepção
A Recepção ao personagem foi majoritariamente positiva. O quadrinista Joshua Williamson disse que ficou contente pelo estúdio deixar ele usar Flynn na história em quadrinho do jogo pois é um de seus favoritos.  Miguel Concepcion da revista Paste classificou Flynn como seu vigésimo sexto personagem favorito da série, mesmo desconfiando desde o início que ele não era confiável e tendo traído Nate, a companhia dele era divertida. Já Ishmael Romero da página Twinfinite classificou Harry em oitavo lugar, explicando que a parceria dele com Nathan era interessante e divertida, além da esperteza em traí-lo e quase matá-lo. Matt Beaudette da Hardcore Gamer disse que ele Flynn é interessante que sua história com Nathan leva a uma interessante implicância entre os dois. Por outro lado, Aaron Sass da The Gamer o classificou em décimo lugar como personagem mais odiado, alegando que ele é muito idiota e incapaz de fazer seu trabalho tendo que usar Nathan para fazê-lo, além de não perceber de início que Chloe o traía com o ex-parceiro, tentado matar Nathan e ter se matado no final.

### Comparação com outros personagens
Anthony Mole da Game Rant comparou Jason Dante com Harry Flynn, dizendo que Dante é arrogante, mas não é tão adorável e charmoso como Flynn. A Fug Girl comparou a aparência física de Flynn a do personagem Dylan McKay interpretado por Luke Perry em Barrados no Baile.

### Comparação com pessoas reais
Miguel Concepcion da revista Paste disse que Flynn tem uma aparência baseada em um dos irmãos Kemp do grupo musical Spandau Ballet.